# Urtzi Iturrioz Urkiza
Urtzi Iturrioz Urkiza (Bilbao, Vizcaya, 12 de enero de 1988) es un exfutbolista español que jugaba de portero.

## Trayectoria
Aunque nacido en Bilbao, creció en la localidad alavesa de Izarra, capital del municipio de Urcabustaiz.
Inició su formación como guardameta en las categorías inferiores del C.D. Aurrerá de Vitoria, desde donde dio el salto a Zubieta en 2005. Terminada su etapa juvenil, la Real Sociedad decidió cederle al Amurrio Club de Tercera División ante la acumulación de porteros en el Sanse: Eñaut Zubikarai, Toño Ramírez y Jon Irazustabarrena.En la temporada 2008-2009, al regreso de su cesión, contó con la confianza del técnico Imanol Idiakez y jugó la mayoría de partidos de titular. Tras el descenso del filial donostiarra en 2009, decidió no renovar su contrato.
En julio de 2009 firmó por el Bilbao Athletic de Segunda B, donde coincidió con Iago Herrerín que fue titular indiscutible. En su segunda temporada compartió portería con Aitor Fernández, llegando a disputar dieciséis encuentros aprovechando los problemas físicos del guardameta donostiarra.Tras dos campañas como rojiblanco, se marchó a la S.D. Ponferradina de Segunda B en junio de 2011.Después del ascenso del club berciano, firmó por el Deportivo Alavés donde logró un nuevo ascenso a Segunda División.
En agosto de 2013 fichó por el recién creado Salamanca Athletic Club, que no llegaría a competir de manera oficial ni en Segunda B ni Tercera División.Tras pasar varios meses sin equipo, fichó por la S.D. Amorebieta en enero de 2014.
En la temporada 2014-2015 llegó a la S.D. Leioa.Tras siete temporadas en Segunda B y más de 160 encuentros con el club vizcaíno, decidió retirarse por motivos laborales.

## Clubes
| Club                  | País   | Año         |
| --------------------- | ------ | ----------- |
| Amurrio Club (cesión) | España | 2007 - 2008 |
| Sanse                 | España | 2008 - 2009 |
| Bilbao Athletic       | España | 2009 - 2011 |
| S.D. Ponferradina     | España | 2011 - 2012 |
| Deportivo Alavés      | España | 2012 - 2013 |
| S.D. Amorebieta       | España | 2014        |
| S.D. Leioa            | España | 2014 - 2021 |